# Macrotoma gracilipes
Macrotoma gracilipes är en skalbaggsart som beskrevs av Hermann Julius Kolbe 1894. Macrotoma gracilipes ingår i släktet Macrotoma och familjen långhorningar.
Artens utbredningsområde är:
- Gabon.
- Ghana.
- Nigeria.

Inga underarter finns listade i Catalogue of Life.